# Nils-Peter Skoruppa
Nils-Peter Skoruppa (* 7. April 1953 in Falkensee) ist ein deutscher Mathematiker.

## Leben
Skoruppa promovierte 1985 bei Don Zagier an der Universität Bonn (Über den Zusammenhang zwischen Jacobiformen und Modulformen halbganzen Gewichts). 1985 war er Lecturer an der University of Pennsylvania und ab 1986 außerordentlicher Professor an der Universität Bonn und forschte am Max-Planck-Institut für Mathematik in Bonn. Ab 1993 war er Professor an der Universität Bordeaux und ab 2000 an der Universität Siegen, wo er die Gruppe für Algebra und Zahlentheorie leitet.
Skoruppa beschäftigt sich mit Modulformen, zum Beispiel elliptische Modulformen, Jacobiformen (1989 bewies er mit Zagier ein Analogon der Eichler-Selberg-Spurformel für Jacobiformen), Siegelsche Modulformen, auch mit Anwendungen in der Physik, z. B. in konformer Feldtheorie und bei Vertexoperatoralgebren. Er fand eine Verbindung zwischen der Klassifikation rationaler Vertexoperatoralgebren und invarianten Vektorräumen (modularen Mengen) von bestimmten Modulfunktionen (modularen Einheiten). Damit verbunden sind Identitäten vom Rogers-Ramanujan Typ. Er befasst sich auch mit der computeralgebraischen Berechnung von Modulformen und baut eine Online Datenbank Modi für Modulformen auf.